# Scytalopus sanctaemartae
Scytalopus sanctaemartae là một loài chim trong họ Rhinocryptidae.